# Clara Cèlia Ballesté Delpierre
Clara Cèlia Ballesté Delpierre   (Tarragona, 7 de juny de 1984) és una microbiòloga catalana, professora associada de recerca a l'Institut de Salut Global de Barcelona (ISGlobal), especialitzada en resistència antimicrobiana.

## Biografia
El 2007 es va llicenciar en Biologia humana a la Universitat Pompeu Fabra, ampliant els seus coneixements amb un màster en Indústria farmacèutica i Biotecnologia el 2008. Entre aquesta data i 2010 va treballar en el desenvolupament de nous fàrmacs antibacterians al Centre R+D del Grup Ferrer.
El 2015 es va doctorar a la Universitat de Barcelona i el 2016 va entrar a treballar com a investigadora especialitzada en microbiologia a ISGlobal).
Ballesté és professora associada de recerca a ISGlobal, membre del grup CIBERINFEC (Centre d'Investigació Biomèdica en Xarxa de Malalties Infeccioses) i del Grup de Diagnòstic Biomèdic de l'Hospital Clínic de Barcelona.
A ISGlobal va liderar la creació del joc de cartes Micro-Combat®, que, de manera lúdica, pretén sensibilitzar la població sobre la importància de l'ús responsable d'antibiòtics i els perills que comporten els bacteris resistents per a la salut comunitària. El 2018, aquest projecte fou reconegut amb el Premi a la millor iniciativa de comunicació i sensibilització del Pla Nacional davant la Resistència als Antibiòtics, atorgat per l'Agència Espanyola de Medicaments i Productes Sanitaris.

## Publicacions
- Quinolone resistance acquisition and impact on virulence in Salmonella enterica: a cost-benefit matter.  Universitat de Barcelona (tesi doctoral), 13-11-2015.
- «Superbacteris en temps de COVID-19». Mètode: Revista de difusió de la Investigació, Vol. 2, 113, 2022, pàg. 4-7.